# David Šikić
David Šikić (2004.) hrvatski je televizijski i filmski glumac.

## Životopis
Rođen je 2004. S osam godina odlazi na prvu glumačku audiciju, na kojoj dobiva ulogu Zlaje u televizijskoj seriji Larin izbor. U osnovnoj školi pohađa dramsku grupu, radionice stripa, struje i programiranja te trenira tenis i nogomet. Govori engleski jezik.
Prvi filmski nastup ostvario je ulogom u filmu Larin izbor: Izgubljeni princ, gdje je tumačio istu ulogu kao i u TV seriji.

## Filmografija

### Televizijske uloge
- "Tajne" kao Nikola Seper (dječak) (2013.)
- "Larin izbor" kao Jakov "Zlaja" Zlatar jr. (2011. – 2013.)

### Filmske uloge
- "Larin izbor: Izgubljeni princ" kao Jakov "Zlaja" Zlatar jr. (2012.)

## Vanjske poveznice
- David Šikić u internetskoj bazi filmova IMDb-u (engl.)